# Pandiaka wildii
Pandiaka wildii är en amarantväxtart som beskrevs av Karl Suessenguth. Pandiaka wildii ingår i släktet Pandiaka och familjen amarantväxter. Inga underarter finns listade i Catalogue of Life.